# Múscul gluti menor
El gluti menor (musculus gluteus minimus) és un múscul triangular de la cama, en la regió glútia, sota del gluti major i del gluti mitjà i és el més petit dels tres músculs glutis. S'origina a la zona anterior de la fosa ilíaca i s'insereix al trocànter gran. La vascularització sanguínia del gluti menor la fa l'artèria glútia superior. El múscul gluti menor, així com el mitjà, són abductors, en especial quan el membre inferior està estès. És també un múscul de suport del cos, particularment quan un individu està parat en una de les cames.

## Galeria

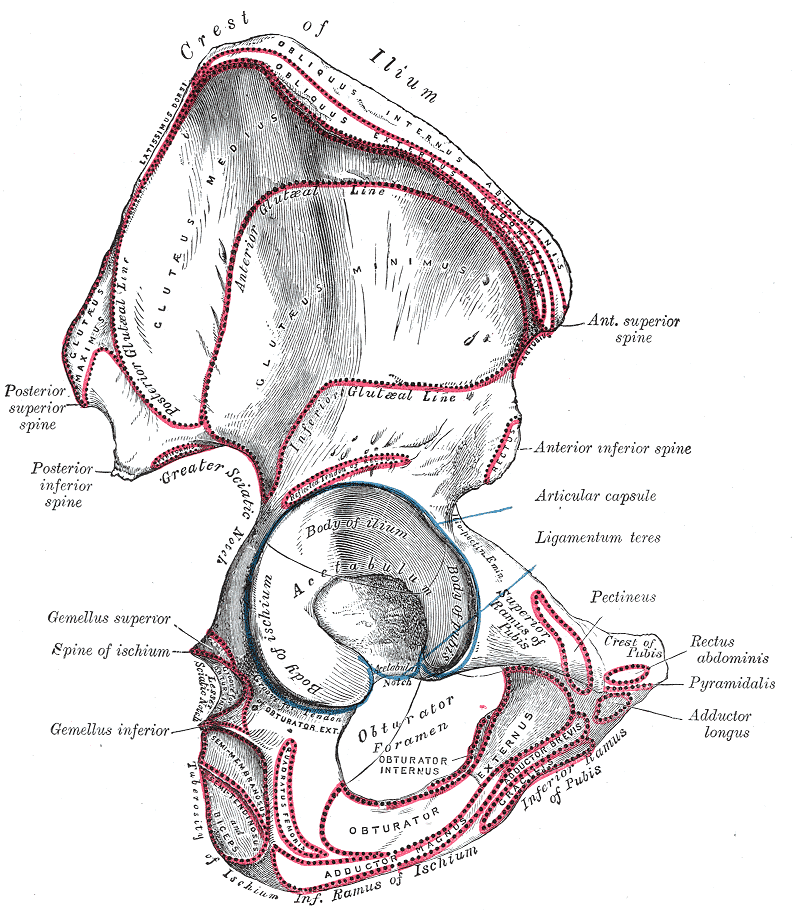
Os del maluc dret, superfície externa.
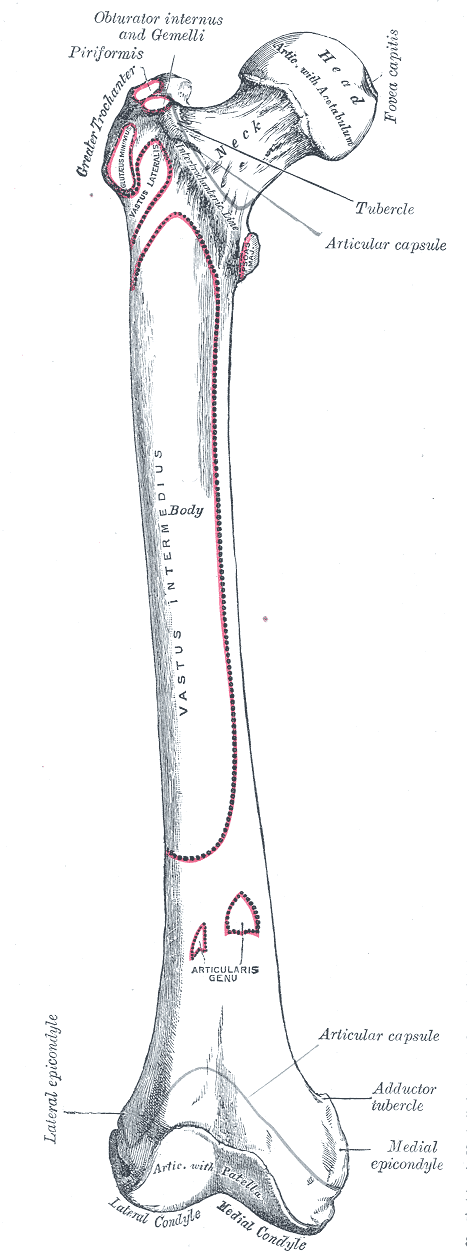
Fèmur dret, vista anterior.
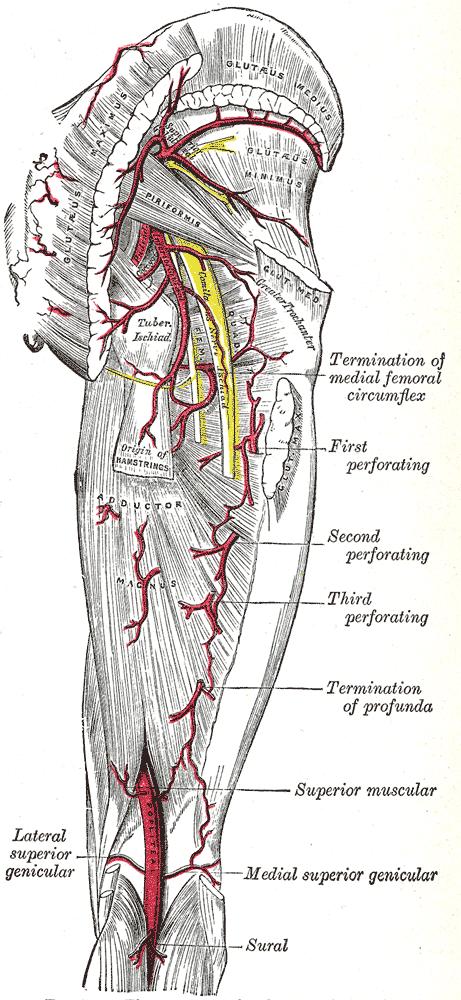
Artèries de les regions glúties i femoral posterior.
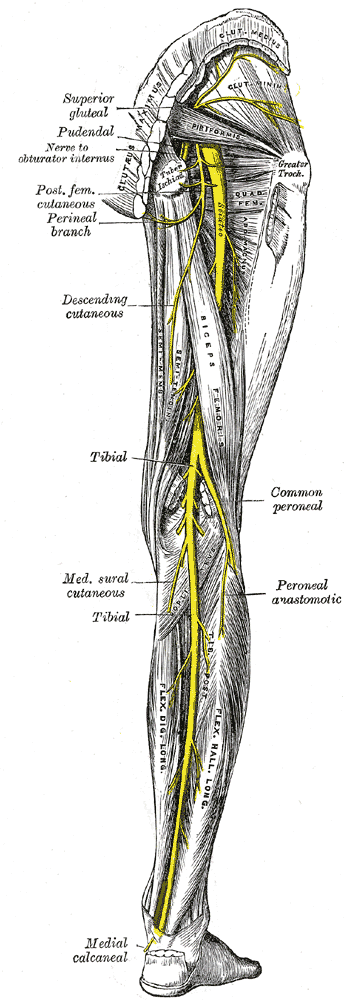
Nervis de l'extremitat inferior dreta, vista posterior.